# Primera 'A' Clausura 2008
A continuación se detallan los resultados del torneo de apertura de la  Primera A de la ANAPROF. En el Torneo de la Primera 'A' Apertura 2008 el campeón fue la Asociación Deportiva Orión y en este Clausura el campeón fue el Río Abajo Fútbol Club. El 15 de noviembre de 2008 se jugó una gran final, y de Río Abajo FC se coronó campeón tras derrotar 2-1 el AD Orión. Sin embargo el Río Abajo FC perdió el partido de promoción contra el CD Plaza Amador en un 3-2, por lo que no es promovido a ANAPROF.

## Cambios en el tornero Clausura 2008
- La liga es una vez más separados en dos torneos: Apertura y Clausura.
- El campeón de la Primera A jugará un playoff de ascenso con el último equipo de la clasificación general de la ANAPROF, en lugar de ser promovido directamente.
- Los ganadores de Apertura y Clausura jugarán un partido con el fin de decidir un campeón único por año, y el mismo se jugara el playoff de ascenso a la ANAPROF.
- El Club Deportivo Policía Nacional es renombrado Sociedad Deportiva Atlético Nacional.

## Equipo del Clausura 2008
| Equipo               | Ciudad        |
| -------------------- | ------------- |
| AD Orión             | San Miguelito |
| Chorrillito FC       | Arraiján      |
| C.A.I.               | La Chorrera   |
| CD Pan de Azúcar     | San Miguelito |
| Deportivo Génesis    | San Miguelito |
| Paraíso FC           | San Miguelito |
| Río Abajo FC         | Panamá        |
| SD Atlético Nacional | Panamá        |

## Primera A Clausura 2008

### Estadísticas del Clausura 2008
| Posición | Equipo               | Juegos | Ganados | Empatados | Perdidos | Goles a favor | Goles en contra | +/- | Puntos |
| -------- | -------------------- | ------ | ------- | --------- | -------- | ------------- | --------------- | --- | ------ |
| 1.       | AD Orión             | 14     | 9       | 2         | 3        | 52            | 21              | +31 | 29     |
| 2.       | Río Abajo FC         | 14     | 8       | 3         | 3        | 39            | 20              | +19 | 27     |
| 3.       | CD Pan de Azúcar     | 14     | 7       | 5         | 2        | 30            | 15              | +15 | 25     |
| 4.       | Chorrillito FC       | 14     | 6       | 3         | 5        | 30            | 26              | +4  | 21     |
| 5.       | Paraíso F.C.         | 14     | 6       | 3         | 5        | 25            | 25              | 0   | 21     |
| 6.       | SD Atlético Nacional | 14     | 4       | 6         | 4        | 27            | 19              | +8  | 18     |
| 7.       | Deportivo Génesis    | 14     | 2       | 3         | 9        | 17            | 58              | -41 | 9      |
| 8.       | C.A.I.               | 14     | 0       | 3         | 11       | 15            | 50              | -35 | 3      |

- (Los equipos en verde señalan los clasificados a semifinales).

## Ronda Final
|  | Semifinal        | Semifinal        | Semifinal    |              |                | Final          | Final | Final |  |
|  |                  |                  |              |              |                |                |       |       |  |
|  |                  |                  |              |              |                |                |       |       |  |
|  | AD Orión         | AD Orión         | 2            |              |                |                |       |       |  |
|  | AD Orión         | AD Orión         | 2            |              |                |                |       |       |  |
|  | Chorrillito FC   | Chorrillito FC   | 3            |              |                |                |       |       |  |
|  | Chorrillito FC   | Chorrillito FC   | 3            |              | Chorrillito FC | Chorrillito FC | 0     |       |  |
|  |                  |                  |              |              | Chorrillito FC | Chorrillito FC | 0     |       |  |
|  |                  |                  | Río Abajo FC | Río Abajo FC | 2              |                |       |       |  |
|  | Río Abajo FC     | Río Abajo FC     | Río Abajo FC | Río Abajo FC | 2              | 8              |       |       |  |
|  | Río Abajo FC     | Río Abajo FC     |              |              |                | 8              |       |       |  |
|  | CD Pan de Azúcar | CD Pan de Azúcar | 0            |              |                |                |       |       |  |
|  | CD Pan de Azúcar | CD Pan de Azúcar | 0            |              |                |                |       |       |  |
|  |                  |                  |              |              |                |                |       |       |  |

### Semifinales - Juego de ida
| 25 de octubre de 2008 | Chorrillito FC             | 2-1 | AD Orión        | Campo de Campana, |  |
|                       | Mario Cox Aristides Ortega |     | Roberty Morales |                   |  |

| 25 de octubre de 2008 | CD Pan de Azúcar | 0-2 | Río Abajo FC                                | Estadio Balboa, |  |
|                       |                  |     | Eladio Carranza 70' · Eduardo Valerezco 80' |                 |  |

### Semifinales - Juego de vuelta
| 1 de noviembre de 2008 | Río Abajo FC | 6-0 | CD Pan de Azúcar | Albrook Field, |  |

| 1 de noviembre de 2008 | AD Orión | 1-1 | Chorrillito FC | Estadio Bernardo Candela Gil, |  |

### Final
| 7 de noviembre de 2008 | Río Abajo FC             | 2-0 | Chorrillito FC | Estadio Bernardo Candela Gil, |  |
|                        | Jefferson Vivero 75' 90' |     |                |                               |  |

| Campeón de la Primera A Clausura 2008: |
| -------------------------------------- |
| Río Abajo FC 1.er Título               |

## Gran Final de la Primera A 2008
| Club         | Campeón                                 |
| ------------ | --------------------------------------- |
| AD Orión     | Campeón de la Primera 'A' Apertura 2008 |
| Río Abajo FC | Campeón de la Primera A Clausura 2008   |

### Final
| 15 de noviembre de 2008 | AD Orión      | 1-2 | Río Abajo FC                             | Estadio Bernardo Candela Gil, |  |
|                         | Jose Ruiz 14' |     | Joshua Bailey 18' · Jefferson Vivero 27' |                               |  |

| Campeón de la Primera A 2008: |
| ----------------------------- |
| Río Abajo FC                  |

## Juego de Promoción
| Equipo 1        | Agr. | Equipo 2     | Ida | Vuelta |
| --------------- | ---- | ------------ | --- | ------ |
| CD Plaza Amador | 3-2  | Río Abajo FC | 2-2 | 1-0    |

Rio Abajo FC permanece en Primera A

### 1.erjuego
| 21 de noviembre de 2008 | CD Plaza Amador        | 2-2 | Río Abajo FC                              | Estadio Bernardo Candela Gil, |  |
|                         | Luis Olivardia 24' 37' |     | Hector de la Cruz 8' · Aramis Haywood 83' |                               |  |

### 2.º Juego
| 6 de diciembre de 2008 | Río Abajo FC | 0-1 | CD Plaza Amador    | Estadio Balboa, |  |
|                        |              |     | Nestor Murillo 56' |                 |  |